# Linea B (metropolitana di Lione)
La linea B (Charpennes - Gare d'Oullins) della metropolitana di Lione è una linea di metropolitana entrata in servizio il 2 maggio 1978 e che serve la città di Lione, in Francia.

## Elenco delle stazioni
- Charpennes - Charles Hernu
- Brotteaux
- Gare Part-Dieu - Vivier Merle
- Place Guichard - Bourse du Travail
- Saxe - Gambetta
- Jean Macé
- Place Jean Jaurès
- Debourg
- Stade de Gerland – Le LOU
- Gare d'Oullins
- Oullins Centre
- Saint-Genis-Laval Hôpital Lyon Sud